# Luang Pho To

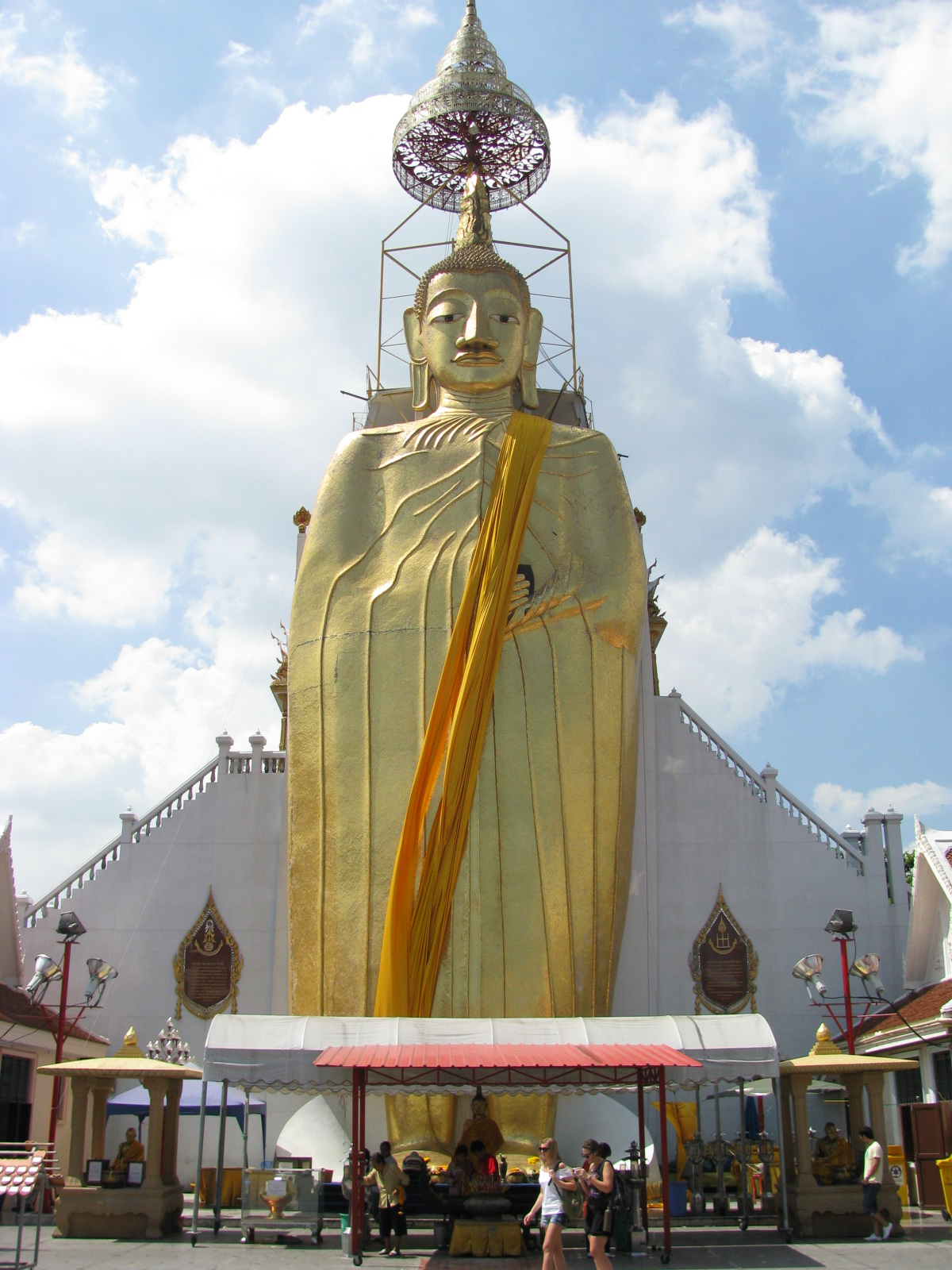
Luang Pho To

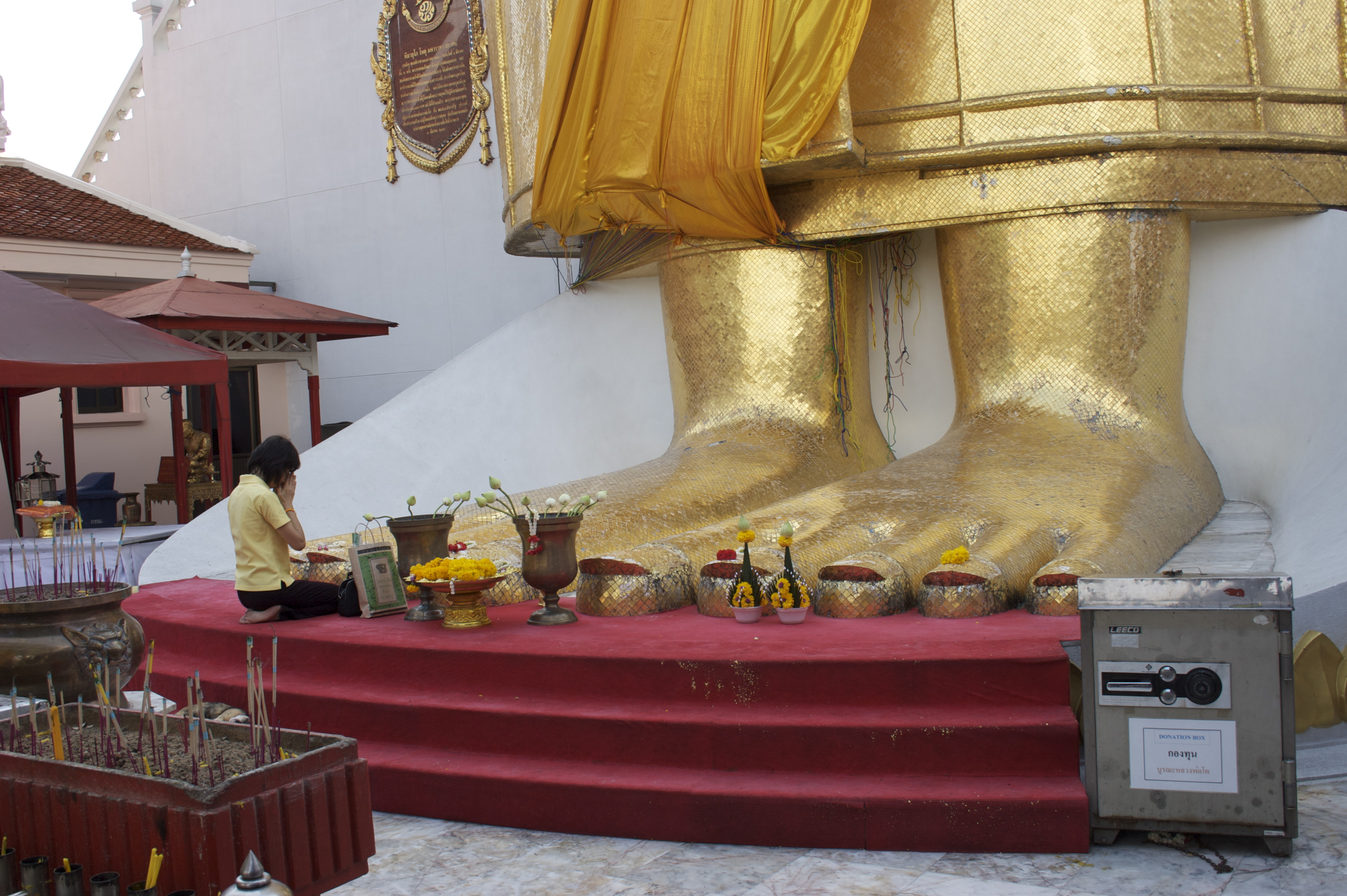

De Luang Pho To of Phra Si Ariyamettrai is een kolossaal standbeeld in de boeddhistische tempel Wat Intharawihan in de Thaise hoofdstad Bangkok.

## Geschiedenis
In 1867 werd er door koning Rama IV de opdracht gegeven om een staande Boeddha te bouwen.
In 1927 werd na 60 jaar bouwen het standbeeld voltooid.

## Bouwwerk
Het standbeeld beeldt Maitreya Boeddha af die in oostelijke richting kijkt.
Het beeld heeft een hoogte van 32 meter en een breedte van 11 meter.
Het Boeddhabeeld werd opgetrokken in bakstenen, vervolgens voorzien van stucwerk, versierd met glazen mozaïektegels en verguld met 24-karaats goud. De ushnisha (knot van het haar) van het beeld bevat een reliek van Gautama Boeddha.